# Ilku Pál
Ilku Pál (Bulcsu, Bereg vármegye, 1912. október 8. – Budapest, 1973. július 13.) magyar kommunista politikus, vezérőrnagy.

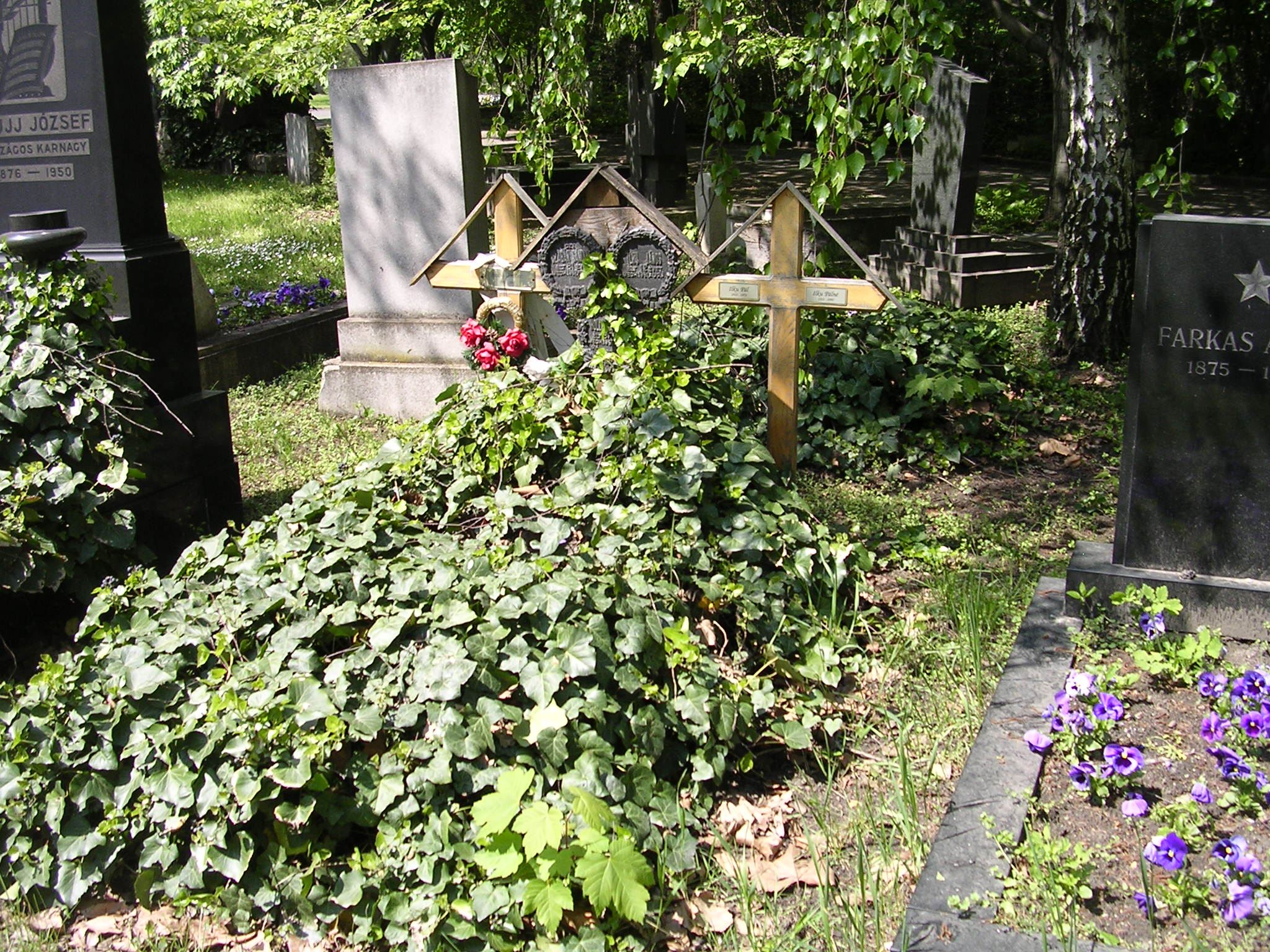
Sírja a Fiumei úti sírkertben (34/2-1-39)

Jelentős része volt az 1956-os forradalom leverését követően a Kádár János vezette Magyar Forradalmi Munkás-Paraszt Kormány konszolidálásában fontos szerepet játszó karhatalmi erők (a „pufajkások”) megszervezésében. Később helyettes honvédelmi miniszter, majd művelődésügyi miniszter lett.

## Életpályája
A Beregszász mellett fekvő Bulcsuban született román származású családban. Szülőfaluját a vármegye nagyobbik részével együtt a trianoni békeszerződés értelmében az újonnan alakult Csehszlovákiához csatolták. Elemi és középiskolai tanulmányait falujában, illetve Beregszászon végezte. 1935-ben Pozsonyban szerzett tanítói oklevelet. Még az 1930-as évek elején vette feleségül Czabán Piroskát, akinek apjával (azaz apósával), Czabán Samuval együtt 1935-ben baloldali pedagógiai lapot indított Új korszak címmel. Ekkor már három éve részt vett a csehszlovákiai baloldali mozgalmakban, 1937-ben pedig belépett Csehszlovákia Kommunista Pártjába.
Baráti szálak fűzték Fábry Zoltánhoz és Schönherz Zoltánhoz is. Utóbbi irányítása alatt szervezkedett odahaza a fiatalok közt, így többek közt az ungvári Magyar Munkás című újságba és az ostravai Magyar Napba is írt cikkeket. Amikor Kárpátalja 1939 májusában újraegyesült Magyarországgal Ilkut sokakkal együtt letartóztatták. Bizonyíték hiányában hamar elengedték, de rendőri felügyelet alá került, később pedig büntetésből katonának is behívták.
1944 őszén másokkal együtt megszökött és a hegyekben bujkált, az előrenyomuló szovjet hadsereg megérkezése után Beregszász párttitkára lett, a következő év januárjában a Magyar Kommunista Párt meghívására családjával Debrecenbe költözött. (Akkoriban itt volt a szovjetek által hatalomra segített magyar Ideiglenes Nemzeti Kormány székhelye.) Magyarországon oktatáspolitikával kezdett foglalkozni, a párton belül előbb a pécsi, majd a budapesti pártiskola funkcionáriusa lett. az 1947-es választáson jutott be először a parlamentbe, az MKP országos listájáról. Innentől kezdve az 1967-1971-es ciklust leszámítva haláláig országgyűlési képviselő maradt. 1958-tól az MSZMP KB tagja, 1962 és 1970 között az MSZMP Politikai bizottságának póttagja volt.

### 1956-1957-ben
A szovjet csapatok 1956. november 4-ei bevonulása után Ilku főszerepet vállalt Kádár János Magyar Forradalmi Munkás-Paraszt Kormánya hatalmát biztosító, pufajkások néven elhíresült karhatalmi egységek felállításában.
"A tanulság […] egész népünk számára: hogy a hatalom kérdésében nincs helye vitának, mérlegelésnek, aggályoskodásnak, hogy parancsra vagy parancs nélkül, de fegyveresen meg kell semmisíteni a népi hatalomra kezet emelő ellenséget" – mondta Ilku az Országgyűlésben 1957 májusában, miután az előző fél évben civil tüntetők százait ölték meg a restaurált kommunista hatalom fegyvereseinek sortüzei.

### Kulturális minisztersége
Ilku Pál 1961-1973 között töltötte be a kulturális miniszteri tisztséget, melynek során 1968-at követően már a formálisan a kulturális miniszterhelyettes tisztét betöltő Aczél György vált a Kádár-rendszer vezető kultúrpolitikusává. Ezért Aczélt gúnyosan a kulturális miniszter, Ilku Pál első felettesének nevezték.

### Kormányzati karrierje
- 1948 – MDP agitációs és propaganda osztályának vezetője[2]
- 1952-58 – politikai főcsoportfőnök-helyettes[2]
- 1957-58 – honvédelmi miniszterhelyettes[2]
- 1958-61 – művelődésügyi miniszterhelyettes[2]
- 1961-73 – művelődésügyi miniszter[2]

## Díjai, elismerései
- 1971-ben a moszkvai Állami Lomonoszov Egyetem díszdoktorrá avatta.

## Írásai[4]
- A munka himnusza; Kálvin Ny., Bergszász, 1934 (A Jó Barátom kis könyvtára)
- Lendület. Regény; Kultúra, Bratislava-Pozsony, 1936 (A Csehszlovákiai Magyar Tudományos Irodalmi és Művészeti Társaság szépirodalmi könyvsorozata)
- Az osztály zendülői (regény, Budapest, 1949)
- A hős szovjet hadsereg. Előadás a pártfőiskolán 1951 május 31-én; Szikra, Bp., 1952 (A Magyar Dolgozók Pártja Pártfőiskolájának előadásai)
- Oktatásügyünk továbbfejlesztéséről (Budapest, 1964)
- Zendül az osztály; Madách, Bratislava, 1970
- Korszerű műveltség – szocialista ember (válogatott beszédek, cikkek, válogatta, szerk. Horváth Márton, Aczél György előszavával, Bp., 1977)

## Írások róla
- E. Fehér Pál: Búcsú I. P.-tól (Kortárs, 1973. 9. sz.);
- Dobozy Imre: Búcsú helyett (Élet és Irod., 1973. 29. sz.);
- Sándor László: A Sarló írói és művészei (Alföld, 1978. 8. sz.).
- 60. Ilku Pál hatvanéves; OIOT Ifjúságpolitikai Titkárság, Bp., 1972